# 펀치라인 (용어)
펀치라인(punch line)은 농담을 결론내는 행위이다. 즉, 사람들을 웃게 만들기 위한 것이다. 이는 전형적인 농담 구조의 세 번째이자 마지막 부분이다. 농담의 서문 구성과 펀치라인을 설정하는 내러티브를 따른다.
더 넓은 의미에서 "펀치라인"은 어떤 연기, 상황 또는 이야기에 대한 예상치 못한 재미있는 결론을 의미할 수도 있다.

## 어원
용어의 유래는 알려져 있지 않다. 고전적인 "설정, 전제, 펀치라인" 형식을 사용하는 코미디 공식은 20세기 초 보드빌에서 잘 확립되었지만 실제 용어 "펀치라인"은 1910년대에 처음 문서화되었다. 메리엄-웹스터 사전은 1916년에 처음으로 사용되었다고 기록하고 있다.